# Дон Роуд
„Дон Роуд“ (на английски: Dawn Road) е германска хардрок група, която свири неокласицизъм и е създадена през февруари 1972 г. в Хановер, Западна Германия. В първоначалния и единствен състав на „Дон Роуд“ участват Улрих Джон Рот (китара, вокали), Юрген Розентал (барабани), Франсис Буххолц (бас) и Ахим Киршинг (клавиши, вокали). Творчеството на групата е свързано с ранните влияния на Улрих Джон Рот към музиката на „Бийтълс“, „Крийм“ с Ерик Клептън и Джими Хендрикс. „Дон Роуд“ не е професионална група и според басиста ѝ Франсис Буххолц, това е по-скоро музикален експеримент на деца, „които си играят в пясъка на плажа“.
Репертоарът на групата се състои предимно от собствени композиции, написани от Улрих Джон Рот и Ахим Киршнг, записани в демо версии без да издадат албум или сингъл. Един от тези демо записи, е Turn the Time, на базата на който, песента Fly to the Rainbow е създадена и включена във втория албум на „Скорпиънс“ – Fly to the Rainbow (1973). За кратък период между 1972 – 1973 г. Рудолф Шенкер и Клаус Майне от „Скорпиънс“ участват в тази група, преди всичките четирима музиканти от „Дон Роуд“ да се присъединят към състава на „Скорпиънс“ през 1973 г., състоящ се тогава само от Рудолф Шенкер и Клаус Майне.
Юрген Розентал записва един албум със „Скорпиънс“ – Fly to the Rainbow, но напуска ведна след това, за да изпълни задълженията си в армията. Улрих Джон Рот напуска през 1978 г., но има успешна самостоятелна кариера след „Скорпиънс“ и няколко пъти през годините участва еднократно в техни концерти. По-късно той свири и с Франсис Буххолц, който остава в „Скорпиънс“ до 1992 г. и издава с тях 12 студийни албума, през най-успешния търговски период на групата.

## Цитати
1. 1 2  THE SCORPIONS – 1973 //  Dawn Road 1972 – 1973.   Official ULI JON ROTH Website.  Архивиран от оригинала на 2008-04-10. Посетен на 30 декември 2013. (на английски)
2. ↑  Popoff, Martin. SCORPIONS’ Classic Lineup Debut Fly To The Rainbow Turns 40 - “Personally I Didn’t Like That Cover At All” //   bravewords.com, 2014-11-01. Посетен на 2022-11-01. (на английски)
3. ↑  The musical career of Uli spans an amazing five decades. //   ujr.info. Посетен на 2024-03-14. (на английски)
4. 1 2  FRANCIS BUCHHOLZ, POR SIEMPRE ESCORPION! //   myrnamariabarahona.com. Посетен на 2023-04-25. (на испански)
5. 1 2 3  Saksena, Vinaya. Uli Jon Roth "Tapping into the Music" //  I N T E R V I E W S.   maximummetal.com, 2015-05-20. Посетен на 2023-01-25. (на английски)
6. ↑  ALBUM DETAILS Fly to the Rainbow //  Discography.   the-scorpions.com. Посетен на 2020-02-25. (на английски)
7. ↑  Николов, Мартин. Клаус Майне (SCORPIONS): Младите трябва да превърнат света в по-добро място //   2022-11-25. Посетен на 2022-11-30. (на български)
8. ↑  Popoff 2016, с. 19.
9. 1 2  Syrjala, Marko. Interview with Francis Buchholz //   metal-rules.com, 2007-01-15.  Архивиран от оригинала на 2012-06-18. Посетен на 2023-01-25. (на английски)